# M. C. 게이니
M. C. 게이니(M. C. Gainey, 1948년 1월 18일 ~ )는 미국의 배우이다.

## 출연 작품
- 올 어바웃 스티브 - 트럭 운전사 역
- 장고: 분노의 추적자 - 빅 존 브리틀 역
- 데드맨 스탠딩